# Championnat d'Allemagne de rugby à XV 2005-2006
Navigation
1. Bundesliga 2004-2005 1. Bundesliga 2006-2007
Le championnat d'Allemagne de rugby à XV 2005-2006 ou 1. Bundesliga 2005-2006 est une compétition de rugby à XV qui oppose les 8 meilleurs clubs allemands. La compétition commence à l'été 2005 et se termine par une finale le 1er juillet 2006. 
La 1re phase de la compétition se déroule de l'été à l'automne 2005, reprend au printemps 2006 et est suivie d'une finale.

## Équipes participantes
Les huit équipes qualifiées pour le Meisterschaftrunde sont les suivantes :
1. Bundesliga Nord/Est
- TSV Victoria Linden
- DRC Hannover
- DSV 1878/08 Ricklingen
- Berlin RC

1. Bundesliga Sud/Ouest
- RG Heidelberg
- TSV Handschuhsheim
- SC Neuenheim
- Heidelberger RK

## Meisterschaftrunde
| Rang | Club                   | J  | V | N | D  | Bo | Bd | Pm  | Pe  | Diff | Pts |
| ---- | ---------------------- | -- | - | - | -- | -- | -- | --- | --- | ---- | --- |
| 1    | RG Heidelberg          | 14 | 9 | 0 | 5  | 0  | 0  | 512 | 194 | +318 | 36  |
| 2    | SC Neuenheim           | 14 | 8 | 0 | 6  | 2  | 0  | 344 | 164 | +180 | 34  |
| 3    | DRC Hannover (T)       | 14 | 8 | 0 | 6  | 2  | 0  | 410 | 173 | +237 | 34  |
| 4    | TSV Handschuhsheim     | 14 | 8 | 0 | 6  | 0  | 0  | 330 | 205 | +125 | 32  |
| 5    | Heidelberger RK        | 14 | 7 | 0 | 7  | 2  | 0  | 304 | 310 | -6   | 30  |
| 6    | Berlin RC              | 14 | 6 | 0 | 8  | 2  | 0  | 335 | 252 | +83  | 26  |
| 7    | DSV 1878/08 Ricklingen | 12 | 4 | 0 | 8  | 2  | 0  | 144 | 584 | -440 | 18  |
| 8    | TSV Victoria Linden    | 14 | 3 | 0 | 11 | 1  | 0  | 87  | 584 | -497 | 13  |

|  | Qualifiés pour la finale (no 1, no 2). |
|  | Qualifié pour le barrage (no 7).       |
|  | Relégué (no 8).                        |
|  | T : tenant du titre                    |

Attribution des points : victoire sur tapis vert : 5, victoire : 4, match nul : 2, défaite : 0, forfait : -2 ; plus les bonus (offensif : 4 essais marqués ; défensif : défaite par 7 points d'écart ou moins).

## Finale
| 1er juillet 2006 | RG Heidelberg | 13 - 9 ap | SC Neuenheim | Heidelberg Arbitre : Reinecke |
| 1er juillet 2006 |               |           |              | Heidelberg Arbitre : Reinecke |
| 1er juillet 2006 |               |           |              | Heidelberg Arbitre : Reinecke |

## Barrage

### Match promotion pour 1.BL
| 2 juillet 2006 | DSV 1878/08 Ricklingen | 6 - 3 | RK 03 Berlin |  |
| 2 juillet 2006 |                        |       |              |  |
| 2 juillet 2006 |                        |       |              |  |